# Cercle Solleric
El Cercle Solleric (en castellà, Círculo Sollerense) és una societat esportiva i cultural de Sóller (Mallorca, Illes Balears, Espanya) fundada l'any 1899. Als seus inicis va ser coneguda popularment com els Xiclets (els Ciclistes), a causa de la seva afició a l'activitat esportiva dels seus primers anys. Avui dia se la coneix més com es Centro o es Círcul, denominacions molt més habituals en tant el ciclisme no ha mantingut un paper fonamental en l'esdevenir de la Societat. L'any 1999 va celebrar el seu centenari.

## Història

### Marc històric
La societat va néixer arran la transformació social i cultural que Sóller vivia des del final del segle xix, a conseqüència de la forta emigració de població sollerica a l'estranger, especialment cap a França. En haver fet fortuna, molts tornaven a Sóller per fer gala del seu progrés econòmic i material, però també hi van col·laborar indirectament a la difusió d'idees i costums propis dels països als quals s'hi havien establert (amb un clar predomini del model de vida francès, com hem dit). D'aquesta manera arribaven a la ciutat tota mena de novetats molt de moda a Europa, que encara a Espanya (i més encara en una esquerpa població com Sóller) eren totalment desconegudes.
Així, entre altres coses va arribar a Sóller una nova tradició d'associacionisme plasmada en les denominades «entitats recreatives». Un associacionisme caracteritzat per la seva aconfessionalitat, apolític i que prescindia de distincions de classe social, i summament interessat per les primeres manifestacions esportives del seu temps com un hàbit saludable i recreatiu. Aquesta fórmula va erigir-se com a alternativa al tradicional associacionisme vinculat al món catòlic, caciquil, obrer o de capelletes polítiques, el qual li era estrany a un puixant col·lectiu solleric que havia viscut i fet fortuna en un entorn social molt més avançat.

### Orígens
El 25 de març de 1899 es reuniren en Can Bernadet set persones que, davant notari, acordaren fundar una societat «distinta de las que están de moda hoy día»: apolítica, de foment de l'esport («sports», segons els seus estatuts), i oberta per a qualsevol individu major de 16 anys sense distinció del classe ni condició: «en la que se ha de prescribir la política, ha de abarcar toda clase de sports, y ha de caber en ella toda persona mayor de diez y seis años, rica, pobre, joven, vieja, sin distinción de clase ni matices.»
Acabava de néixer el Círculo Sollerense. A la mateixa reunió es va aprovar el seu reglament, el qual recollia i desplegava tots aquests punts. Des del principi les distincions entre socis s'han reduït a l'import de la quota que abonaven, sense que això suposés cap desigualtat entre ells. A posteriori es va instaurar una divisió entre socis locals (residents a Sóller) i forans (quota més reduïda), que tampoc anava més enllà de l'import a pagar.

### L'entitat recreativa
El 1906 la societat aprovà un nou reglament que no modificava substancialment l'anterior. No obstant això, la societat havia perdut la forta embranzida dels primers anys i la seva finalitat esportiva anava minvant. Llevat dels seus primers anys, els seus objectius de promoció esportiva (fomentar tota mena de sport) varen deixar d'estar presents en el seu funcionament quotidià fins a desaparèixer del tot. Aquest punt no seria recuperat fins més de mig segle més tard, als anys 80.
Després de la Guerra Civil no hi ha un canvi substancial en el seu funcionament habitual, encara que un Decret del nou Govern franquista (1941) concedia al Governador Civil la potestat de nomenar i destituir els càrrecs de qualsevol entitat associativa. Des de llavors, el nomenament dels càrrecs directius del Cercle havien de rebre l'aprovació (i possiblement eren designats) del Governador Civil.
El 1948 la societat canvia el seu reglament en profunditat per reflectir la seva autèntica condició. Oficialment deixava de ser una entitat esportiva per ser simplement recreativa. El Cercle es limitava a «proporcionar a sus socios solaz y diversión». És a dir, un entorn de descans i tertúlia en el qual l'activitat física i esportiva era totalment inexistent.

### La societat esportiva i cultural
Amb els nous estatuts del 1966 i fonamentalment amb els del 1974, el Cercle tornava als seus orígens. Canvià la seva denominació per la de Círculo Sollerense, Sociedad Deportiva y Cultural, habitualment abreujada com Círculo Sollerense, D.C. Des d'aquell moment la societat explicitava que les seves finalitats eren «fomentar toda clase de deportes y dedicarse a organizar actos culturales y recreativos.»
A més, des del 1975 va començar l'admissió per primera vegada de socis femenins, i des de la temporada 2008-09 té un equip de futbol femení que ha jugat a Regional.
El 1994 el Cercle Solleric va aprovar un reglament intern que complementava els estatuts vigents i donava cos legal a les diverses seccions esportives i culturals que havien aflorat en els últims anys arran l'última reforma estatutària: Billar, Escacs, Tennis, Atletisme, Aeromodelisme i Radioaficionats.
El gener del 2011 es varen aprovar uns nous Estatuts que ajustaven els aprovats l'any 1974 al marc legal vigent, aglutinaven dins el seu articulat el reglament intern aprovat l'any 1994 i harmonitzaven el seu funcionament intern amb el propi de qualsevol club esportiu.

## Seu social

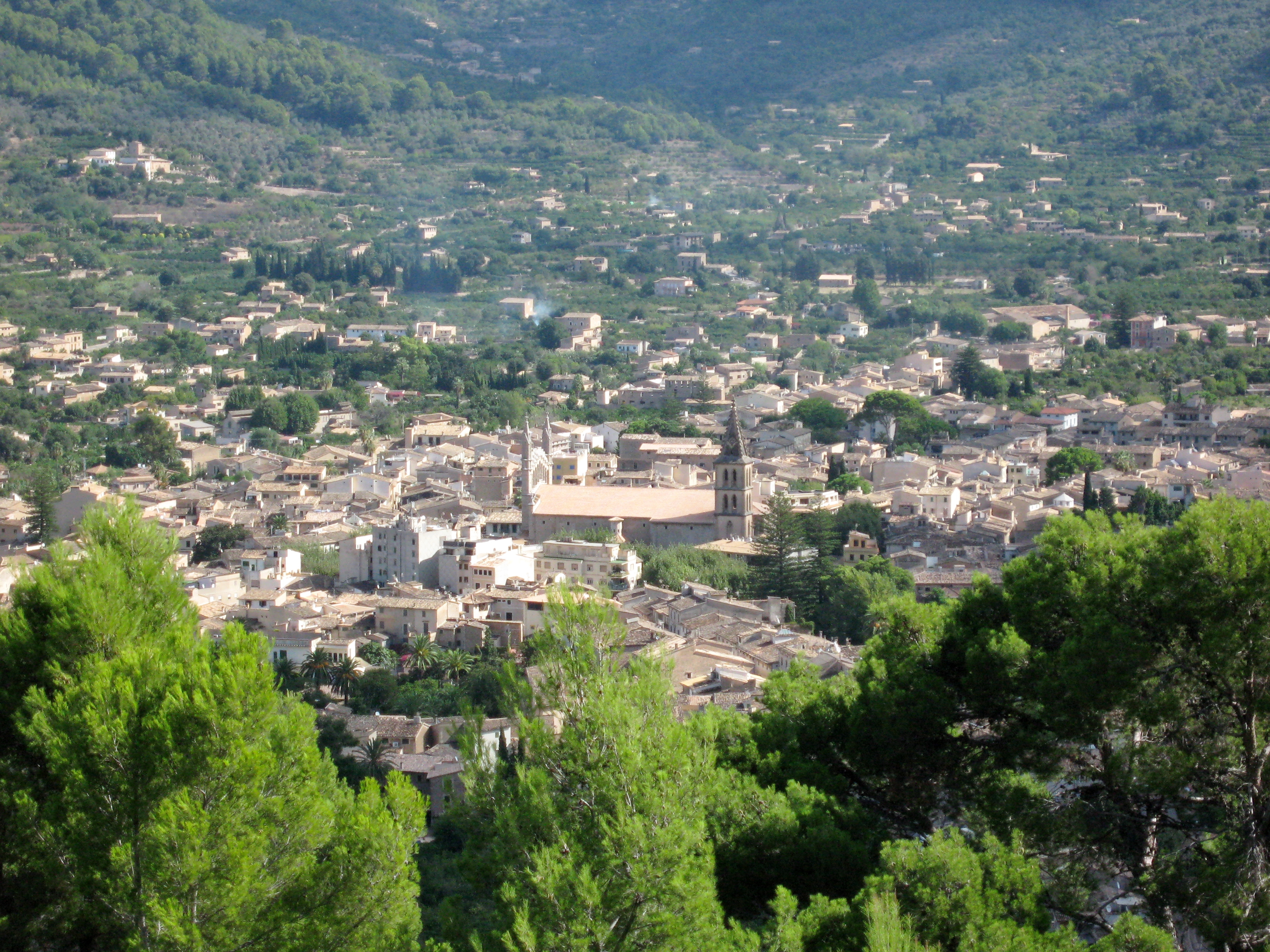
Panoràmica de la ciutat de Sóller

### Locals anteriors
El Cercle Solleric va ocupar diversos immobles de lloguer sense que s'aconseguís una estabilitat total.
- Can Bernadet, Pl. Constitució, 32 (1899, 1913-1928 i 1972-1975)
- Cas Mosson, Carrer des Born, 17 (1899-1907), al costat de la plaça Constitució
- Can Bordils, Pl. Constitució, 22 (1908-1913 i 1928-1972)
- Can Capellana, Pl. Constitució, 30 (ara 17) (des de 1975)

### Seu actual
Davant els problemes que cíclicament sorgien entre el Cercle Solleric i els successius arrendadors, i que afectaven el normal funcionament de la Societat, des del principi dels anys 70 del segle xx la Societat va decidir cercar un local de propietat per a aconseguir major estabilitat, així com gaudir de major llibertat en la seva reforma i condicionament d'acord amb les seves necessitats.
Finalment, l'1 d'agost 1974 es va adquirir l'edifici de Can Capellana. Un edifici de planta noble i tres pisos de 112 metres quadrats, situat a la Plaça Constitució, 30 (ara 17), que com la resta de locals ocupats estava en ple centre urbà.
L'adquisició de l'immoble, així com les obres de reforma, es varen poder dur a terme gràcies a un préstec hipotecari, amortitzat mitjançant una emissió d'accions i el pagament de quotes extraordinàries pels socis. El 23 de febrer de 1975 va ser inaugurada solemnement la nova seu. A posteriori s'han encetat diverses obres de millora i condicionament, sempre d'acord amb les possibilitats econòmiques de la societat.

## El Club

### Dependències
Actualment el Cercle disposa de les següents dependències per als seus associats:
- Planta principal: Cafeteria i Snack-Bar (*)
- Primer pis: Biblioteca i Sala de lectura. Sala de jocs de taula
- Segon pis: Sala de cinema i televisió. Sala de billar francès
- Tercer pis: Sala d'escacs

(*) L'Snack-Bar és l'única dependència del Cercle Solleric que, a banda de servir als seus associats, també està oberta al públic en general

### Activitats recreatives[calcitació]
Des dels seus inicis, la societat ha desplegat tot tipus d'activitats d'entreteniment dels seus associats. En els seus primers anys s'hi organitzaven balls a la seu (destacant els de Carnaval, Nadal i Any nou), i festes en la Plaça de la Constitució els caps de setmana.
En segon lloc, els jocs de taula. Des dels més tradicionals (Naips, Jocs de daus, Dominó, Dames o Parxís) als més recents (Scrabble, Monopoly o Trivial Pursuit). Els primers anys varen ser força polèmics davant el costum de bastants associats d'apostar amb diners, la qual cosa estava molt mal vista per les autoritats civils i eclesiàstiques que perseguien sistemàticament els «jocs prohibits» (apostes amb diners).
També els escacs han tingut el seu paper, fins al punt de donar origen a una secció esportiva pròpia.
També és remarcable el seu paper en les fires i festes populars de Sóller (la Fira, Carnaval, etc.), encara que mai amb participació directa sinó organitzant activitats paral·leles que són incloses dins el calendari de celebracions corresponent.

### Seccions esportives
En els seus primers anys de vida, l'activitat esportiva del Cercle Solleric va ser molt intensa i diversificada. Només cal fer una relació de les seves activitats els primers anys.
- Ciclisme (1899-1913)
- Alpinisme (1899-1902)
- Colombofília (1899-1923)
- Hípica (1899-1902)
- Pesca i rem (1899-1902)
- Caça i tir amb arc (1899-1908)
- Gimnàstica i esgrima (1899-1900?)

L'embranzida esportiva de la societat va perdre força ser fins a desaparèixer en el transcurs dels seus primers anys. Després de la reforma dels estatuts de 1974, el Cercle Solleric recupera el foment de l'esport a través de les seves seccions esportives.
Actualment l'entitat manté diverses seccions esportives que competeixen en competicions oficials:
- Atletisme (1980-).[24] Els seus integrants participen en tota mena de competicions organitzades per la Federació d'Atletisme de les Illes Balears (FAIB): cursa de fons, triatló, duatló o curses populars.[25] La secció és responsable de l'organització anual de la Cursa Popular Ciutat de Sóller (agost)[26][27]
- Escacs (1980-).[28] Des de l'any 2007 els seus jugadors competeixen en els Campionats de Mallorca que organitza la Federació Balear d'Escacs (FBE) en 2a categoria (primer equip) i 3a categoria (segon equip).[29] La secció és l'actual responsable del Torneig Internacional d'Escacs de Sóller (febrer)[30][31]
- Futbol (1996-). El Cercle Solleric manté diversos equips en competició.[32][33]
  - Futbol d'Empresa (2000-).[34] Inicialment creat com un equip de Futbol-11, des de 2002 juga competició de Futbol-7. Enguany compta amb un equip que juga a la Segona Divisió, Grup B, del Campionat de Futbol-7 de l'Asociación Independiente de Deporte de Baleares (AIDEB). Va guanyar el Trofeu a l'Esportivitat els anys 2001 i 2003
  - Futbol Femení (2008-).[35] Competeix a la Lliga Regional de Balears, competició de la Federació de Futbol de les Illes Balears i la quarta categoria del futbol femení nacional. Es tracta de l'antic equip femení de la UD Sollerense, que en bloc va decidir canviar de club. Va guanyar el Trofeu a l'Esportivitat l'any 2011.[36]
- Muntanyisme (2010-).[37] La secció és de creació molt recent. Està integrada dins la Federació Balear de Muntanyisme i Escalada (FBME), i està centrada en la participació en tot tipus d'activitats relacionades amb la muntanya: alpinisme, escalada, cursa de muntanya o senderisme. La secció participa en l'organització de la Cursa de Muntanya Vall de Sóller (maig)[38] i també organitza la Cronoescalada al Barranc de Biniaraix (agost)
- Billar. Manté la seva activitat amb la celebració de tres torneigs anuals interns de la Societat: Lliure (des de 1973), Tres bandes i Bricole (ambdós des de 1987). Però mai no ha arribat a crear un equip de competició.

Altres seccions, després d'alguns anys d'existència, varen acabar per desaparèixer:
- Aeromodelisme (1980-1995)[39]
- Radioafició
- Tennis

## Presidents
Des de la seva fundació l'any 1899, el Cercle Solleric ha tingut un total de 33 presidents. Als darrers anys només hi ha hagut tres presidents: Bernat Cabot Seguí, Joan Socias Barceló i l'actual, Jaume Antoni Aguiló Morales. De tots ells només tres han repetit mandat.
| - Jaume Torrens Calafat (1899-1904) - Amador Canals Pons (1904-05) - Llorenç Rosés Borràs (1905) - Jaume Antoni Mayol Arbona (1905-06) - Baltasar Marquès Oliver (1906) - Llorenç Alou Servera (1906-08) - Emili Comte Vieulles (1908-10) - Joan Magraner Oliver (1910-12) - Jaume Morell Mayol (1912-14) - Francesc Bernat Serra (1914-15) - Josep Ensenyat Mayol (1915-20) - Baltasar Marquès Oliver (1920-24) (2n mandat) - Gaspar Borràs Ferrer (1924-26) | - Bartomeu Sampol Colom (1926-28) - Vicenç Sastre Colom (1928-30) - Bartomeu Sampol Colom (1930) (2n mandat) - Josep Serra Pastor (1930-31) - Josep Palou Coll (1931-36) - Josep Bauzà Pizá (1936-39) - Bartomeu Terrassa Arbona (1939-40) - Bartomeu Morell Bauzà (1940-41) - Guillem Rullan Palou (1941-43) - Amador Pons Coll (1943-45) - Pau Noguera Morell (1945-46) - Joan Arbona Morey (1946-50) - Jesús Martín Torres (1950-57) | - Antoni Orell Casasnovas (1957-70) - Jaume Martí Garcias (1970-71) - Rafael Socias Florit (1971-73) - Rafael Estades Canals (1973-78) - Bartomeu Marcús Colom (1978-85) - Amador Castanyer Noguera (1985-90) - Joan Socias Barceló (1990-2002) - Junta Gestora (2002-03) - Bernat Cabot Seguí (2003-07) - Joan Socias Barceló (2007-15) (2n mandat) - Jaume Antoni Aguiló Morales (2015-) |